# Németh Béla (politikus)
Németh Béla (Kisberény, 1932. szeptember 20. – Siófok, 2007. április 1.) magyar politikus, országgyűlési képviselő (FKGP, EKGP).

## Életpályája

### Iskolái
Az általános iskolát szülővárosában végezte el. 1944–1948 között Kaposvárra járt középiskolába. 1948-tól a budapesti Bánki Donát Gépipari Technikumba járt; itt is érettségizett. 

### Pályafutása
1952–1955 között a Malomgépgyárban dolgozott. 1955–1959 között a Lampart Műveknél tevékenykedett. 1959–1961 között a lengyeltóti gépállomás műszaki vezetője volt. 1961–1980 között a Dunántúli Meliorációs Vállalat illetve a Dél-somogyi Mezőgazdasági Kombinát műszaki vezetője volt. 1980–1990 között üzemigazgató volt. 1993-tól a Kapos Volán Rt. igazgatótanácsának tagja volt.

### Politikai pályafutása
1982–1990 között a boglárlellei tanács tagja volt. 1989-től az FKGP tagja; 1989-ben az FKGP Somogy megyei főtitkára, 1989–1990 között elnöke, 1990-től országos elnöke volt. 1990–1992 között boglárlellei önkormányzati képviselő volt. 1990–1994 között országgyűlési képviselő (Somogy megye; 1990–1991: FKGP; 1991–1993: 36-ok; 1993–1994: EKGP) volt. 1990–1994 között a Gazdasági bizottság tagja volt. 1992–1993 között a 36-ok frakciójának vezető helyettese volt. 1993-ban a Konzervatív Kisgazda és Polgári Párt elnöke volt. 1993-tól az EKGP ügyvivője volt. 1993–1994 között az EKGP frakciójának vezető helyettese volt.

## Családja
Szülei: Németh László és Ambrus Katalin voltak. 1959-ben házasságot kötött Kovács Magdolnával. Két gyermekük született: Csilla (1960–) és László (1967–).